# 森本確也
森本 確也（もりもと かくや、1862年5月11日（文久2年4月13日）- 1927年（昭和2年）2月10日）は、明治から大正期の地主、農業経営者、実業家、政治家。衆議院議員。号・得堂。

## 経歴
志摩国英虞郡、のちの三重県志摩郡鵜方村（鵜方町、阿児町を経て現志摩市阿児町鵜方）で、大地主・森本佐左衛門、なつ の長男として生まれる。1877年（明治10年）三重県師範学校を卒業。さらに同人社英学科及び漢学科を卒業し、専修学校（現専修大学）で経済学を学んだ。帰郷して、しばらく著作業に従事した。
1891年（明治24年）3月、家督を相続して農業を営み、三重県会議員に選出され、同常置委員も務めた。また、三重県農工銀行取締役、同頭取、三重銀行取締役、津商業会議所特別議員などに在任した。
1894年（明治27年）3月、第3回衆議院議員総選挙の三重県第5区（立憲改進党所属）で当選し、その後、第8回総選挙まで再選され、衆議院議員に通算5期在任した。

## 国政選挙歴
- 第3回衆議院議員総選挙（三重県第5区、1894年3月、立憲改進党）当選[6]
- 第4回衆議院議員総選挙（三重県第5区、1894年9月、立憲改進党）当選[7]
- 第5回衆議院議員総選挙（三重県第5区、1898年3月、進歩党）当選[7]
- 第6回衆議院議員総選挙（三重県第5区、1898年8月、憲政本党）当選[7]
- 第8回衆議院議員総選挙（三重県郡部、1903年3月、無所属）当選[8]

## 著作
- 『政党論』森本確也、1892年。

編著
- 『本邦歴史』石川治兵衛、1886年。

訳書
- アレキサンダー・ベイン著、谷本富共訳『心身相関之理』大倉書店、1987年。